# Ozarba mortua
Ozarba mortua är en fjärilsart som beskrevs av Emilio Berio 1940. Ozarba mortua ingår i släktet Ozarba och familjen nattflyn. Inga underarter finns listade i Catalogue of Life.